# Język nyoro
Język nyoro – język z rodziny bantu, używany w Ugandzie. W 1976 roku liczba mówiących (wspólnie z dialektem toro) wynosiła ok. 740 tysięcy.
Ethnologue (wyd. 12) wymienia trzy dialekty: rutagwenda, orunyoro, toro. Publikacja podaje, że językiem nyoro posługuje się 1,4 mln osób (1991). Według danych spisu ludności z 2016 roku ma 667 tys. użytkowników. Ethnologue (wyd. 22) rozpatruje toro jako odrębny język.